# NGC 7065
NGC 7065 is een balkspiraalstelsel in het sterrenbeeld Waterman. Het hemelobject werd op 3 augustus 1864 ontdekt door de Duitse astronoom Albert Marth.

## Synoniemen
- MCG -1-54-17
- NPM1G -07.0504
- PGC 66766